# 1765 Wrubel
Wrubel (asteróide 1765) é um asteróide da cintura principal com um diâmetro de 42,33 quilómetros, a 2,6163883 UA. Possui uma excentricidade de 0,1755346 e um período orbital de 2 064,83 dias (5,65 anos).
Wrubel tem uma velocidade orbital média de 16,71967629 km/s e uma inclinação de 19,98803º.
Esse asteróide foi descoberto em 15 de Dezembro de 1957 por Goethe Link Obs..